# Christian Alexander Rogler
Christian Alexander Rogler (* 15. August 1968 in München) ist ein deutsch-österreichischer Schauspieler und Produzent.

## Leben und Karriere
Christian Rogler ist in der Nähe der Bavaria Filmstudios in München aufgewachsen und hatte bereits als Jugendlicher erste kleine Rollen bei Der Fahnder, Der Alte und anderen von der Bavaria-Film produzierten Fernsehserien. Aus Interesse am Theater arbeitete er von 1987 bis 1991 als Kleindarsteller, Bühnentechniker und Beleuchter an den Münchner Kammerspielen, am Residenztheater, am Marstalltheater, sowie am Staatstheater am Gärtnerplatz.
Von 1992 bis 1994 studierte er Schauspiel bei Schauspiel München, bevor er als Jim in Die Glasmenagerie ans Schwabinger Theater 44 geholt wurde. Seitdem spielte er in zahlreichen Theaterstücken und Fernsehproduktionen mit, wo er häufig für kosmopolitische Charaktere eingesetzt wird. Er spielte in Episodenhauptrollen den Scheich Abdullah Ben Suleiman III. in Verliebt in Berlin, Scheich Haschim in Wege zum Glück, den französischen Restaurant-Tester Guillaume Petit in Anna und die Liebe, den französischen Sternekoch Edwin Bongard in Hanna – Folge deinem Herzen und war als Gast in Serien wie Die Rosenheim-Cops, SOKO Kitzbühel oder als Partner von Uwe Ochsenknecht in Der Bulle und das Landei zu sehen.
Seit Mitte der 1990er Jahre wirkt er auch als Sprecher für Fernseh-Dokumentationen, Lesungen, Hörspiele und Theaterstücke. Er übernahm für Deutschlandradio Kultur die Hauptrolle des Kommissar Joubert in dem Krimihörspiel Der Zahn des Voltaire, trat im Duett mit Hannelore Elsner als Marquis de Valmont in Gefährlichen Liebschaften beim Bad Homburger Literaturfestival auf, und ist bei zahlreichen arte-Themenabenden zu hören.
Nebenberuflich ist er als Fotograf tätig und produziert mit seiner deutsch-skandinavischen Gruppe „Superbohemians“ Arbeiten für Film, Theater und neue Medien.

## Filmographie (Auswahl)
- 1995: Marienhof (Fernsehserie)
- 1996: Das Tor des Feuers (Fernsehfilm)
- 1998: Macht (Fernsehfilm)
- 1999: Die Cleveren: Gier (Fernsehserie, eine Folge)
- 2002: Gute Zeiten, schlechte Zeiten (Fernsehserie, eine Folge)
- 2002: Hinter Gittern: Erniedrigt (Fernsehserie, eine Folge)
- 2004: Marienhof
- 2004: Pastewka – Ohne Worte
- 2005: Popp Dich schlank!
- 2006: Das Geheimnis meines Vaters
- 2006: Verliebt in Berlin (Fernsehserie, mehrere Folgen)
- 2007: Drei teuflisch starke Frauen (Fernsehfilm)
- 2007: Der fremde Gast (Fernsehfilm)
- 2007: Mitten im Leben
- 2008: Wege zum Glück (Fernsehserie, eine Folge)
- 2008: Die Rosenheim-Cops – Eine Falle für Hartl (Fernsehserie, eine Folge)
- 2009: Mein Nachbar, sein Bruder, sein Dackel und ich (Fernsehfilm)
- 2010: Stellenweise Liebe (Fernsehfilm)
- 2009: Anna und die Liebe (Fernsehserie, mehrere Folgen)
- 2010: Hochzeitsreise zu viert (Fernsehfilm)
- 2010: Der Bulle und das Landei – Tödliches Heimweh
- 2010: Hanna – Folge deinem Herzen (Fernsehserie, mehrere Folgen)
- 2011: Dahoam is Dahoam (Fernsehserie, mehrere Folgen)
- 2012: SOKO Kitzbühel – Tod im Internat (Fernsehserie, eine Folge)
- 2012: Wer’s glaubt wird selig
- 2014: Der Bulle und das Landei – Von Mäusen, Miezen und Moneten
- 2014: Hubert und Staller – Eine todsichere Masche (Fernsehserie, eine Folge)
- 2017: Chekhov on the road (Kurzfilm)
- 2019: Der Bulle und das Biest - Das Biest (Fernsehserie, eine Folge)
- 2020: Marlene (Kinofilm)
- 2024: Inga Lindström: Sag einfach ja (Fernsehreihe)

## Theater (Auswahl)
- 1993: Die Glasmenagerie (Rolle: Jim), Regie: Horst Reichel, Theater 44, München
- 1994: Magno Theatro Mundi (Rolle: Arbeiter), Regie: La Fura dels Baus
- 1995: Einmal Hölle und zurück (Rolle: Arthur Rimbaud), Regie: George Froscher, FTM München
- 1997: Der Mensch, das Tier und die Tugend (Rolle: Matrose/Schüler), Regie: Nikolaus Paryla, Komödie im Bayerischen Hof
- 2012: Weiße Nächte (4 Nächte eines Träumers) nach Dostojewski (Rolle: Der Träumer), Regie: Greta Amend, Theater an der Glocksee, Hannover
- 2016: Chekhov revisited (Rolle: Dr. Astrov), Regie: Greta Amend, Randers Egns Teater, Dänemark
- 2017: Liebesblind.Berlin (Rolle: Hugo Rask), Regie: Annika Silkeberg, Brotfabrik Berlin

## Hörspiele (Auswahl)
- 2011: Christoph Prochnow: Der Zahn des Voltaire – Regie: Rainer Clute (Kriminalhörspiel – Deutschlandradio Kultur)
- 2012: Jörg Graser: Kreuzeder und der Tote im Wald – Regie: Stefan Dutt (Kriminalhörspiel – Deutschlandradio Kultur)